# Eleições municipais na Escócia em 2007
As eleições municipais de 2007 na Escócia realizaram-se no dia 3 de maio de 2007 em todas as autarquias (governos municipais) escocesas.
A Escócia tem 32 municípios, todos eles com autoridades unitárias.
Nestas eleições foram renovados 1222 cargos de vereador.

## Resultados
27 dos 32 municípios ficaram sem o controle total de qualquer partido. Em relação aos candidatos eleitos verifica-se uma maioria do Partido Nacional Escocês, logo seguido pelo Partido Trabalhista Escocês.
| Partido                                  | Município | Vereadores |
| Scottish National Party                  | 0         | 363        |
| Scottish Labour Party                    | 2         | 348        |
| Scottish Liberal Democrats               | 0         | 166        |
| Scottish Conservative and Unionist Party | 0         | 143        |
| Scottish Green Party                     | 0         | 8          |
| Scottish Socialist Party                 | 0         | 1          |
| Solidarity                               | 0         | 1          |
| Independentes                            | 3         | 193        |
| Sem controlo total (No overall control)  | 27        |            |

Analisando cada um dos municipios verifica-se a seguinte situação:
| Município             | Eleição de 2003                         | Eleição de 2007                         |
| Aberdeen              | Sem controlo total (No overall control) | Sem controlo total (No overall control) |
| Aberdeenshire         | Sem controlo total (No overall control) | Sem controlo total (No overall control) |
| Angus                 | Scottish National Party                 | Sem controlo total (No overall control) |
| Argyll and Bute       | Independente                            | Sem controlo total (No overall control) |
| Clackmannanshire      | Scottish Labour Party                   | Sem controlo total (No overall control) |
| Dumfries and Galloway | Sem controlo total (No overall control) | Sem controlo total (No overall control) |
| Dundee                | Sem controlo total (No overall control) | Sem controlo total (No overall control) |
| East Ayrshire         | Scottish Labour Party                   | Sem controlo total (No overall control) |
| East Dunbartonshire   | Sem controlo total (No overall control) | Sem controlo total (No overall control) |
| East Lothian          | Scottish Labour Party                   | Sem controlo total (No overall control) |
| East Renfrewshire     | Sem controlo total (No overall control) | Sem controlo total (No overall control) |
| Edimburgo             | Scottish Labour Party                   | Sem controlo total (No overall control) |
| Falkirk               | Sem controlo total (No overall control) | Sem controlo total (No overall control) |
| Fife                  | Sem controlo total (No overall control) | Sem controlo total (No overall control) |
| Glasgow               | Scottish Labour Party                   | Scottish Labour Party                   |
| Highland              | Independente                            | Sem controlo total (No overall control) |
| Inverclyde            | Scottish Liberal Democrats              | Sem controlo total (No overall control) |
| Midlothian            | Scottish Labour Party                   | Sem controlo total (No overall control) |
| Moray                 | Independente                            | Sem controlo total (No overall control) |
| Na h-Eileanan Siar    | Independente                            | Independente                            |
| North Ayrshire        | Scottish Labour Party                   | Sem controlo total (No overall control) |
| North Lanarkshire     | Scottish Labour Party                   | Scottish Labour Party                   |
| Orkney                | Independente                            | Independente                            |
| Perth and Kinross     | Sem controlo total (No overall control) | Sem controlo total (No overall control) |
| Renfrewshire          | Scottish Labour Party                   | Sem controlo total (No overall control) |
| Scottish Borders      | Sem controlo total (No overall control) | Sem controlo total (No overall control) |
| Shetland              | Independente                            | Independente                            |
| South Ayrshire        | Sem controlo total (No overall control) | Sem controlo total (No overall control) |
| South Lanarkshire     | Scottish Labour Party}}                 | Sem controlo total (No overall control) |
| Stirling              | Scottish Labour Party}}                 | Sem controlo total (No overall control) |
| West Dunbartonshire   | Scottish Labour Party}}                 | Sem controlo total (No overall control) |
| West Lothian          | Scottish Labour Party}}                 | Sem controlo total (No overall control) |